# Ta-Nehisi Coates
Ta-Nehisi Paul Coates (/ˌtɑːnəˈhɑːsi ˈkoʊts/ TAH-nə-HAH-see KOHTS; nacido el 30 de septiembre de 1975) es un escritor, periodista, y educador estadounidense. Coates es corresponsal nacional para The Atlantic, donde escribe sobre asuntos culturales, sociales y políticos, particularmente en lo que concierne a los afroamericanos. Coates ha trabajado para The Village Voice, Washington City Paper, y Time. Ha contribuido a The New York Times Magazine, El Washington Post, The Monthly Washington, O, entre otras publicaciones. En 2008 publicó un memoir, The Beautiful Struggle: A Father, Two Sons and an Unlikely Road to Manhood. Su segundo libro, Entre el mundo y yo, fue publicado en julio de 2015. Ganó el Premio Nacional al Libro 2015, y es un candidato para el premio al libro Phi Beta Kappa 2016. Fue galardonado con la "Subvención de Genio" de la fundación John D. Y Catherine T. MacArthur en 2015.
Desde 2016 trabaja como guionista de Marvel Comics, en historietas como Pantera Negra y Capitán América.

## Primeros años
Coates nació en Baltimore, Maryland. Su padre William Paul "Paul" Coates, un veterano de Guerra del Vietnam, ex Pantera Negra, editor y bibliotecario, y su fue madre Cheryl Aguas, quién era profesora. El padre de Coates fundó y administró Black Classic Press, una editorial que se especializaba en títulos afroamericanos. Inicialmente, esta editorial nació a partir de un movimiento social, el Movimiento de George Jackson Prison (GJPM por sus siglas en inglés). Inicialmente el GJPM operó una librería llamada Black Book. Posteriormente, Black Classic Press estableció una mesa-prensa de impresión en el sótano de la casa de los Coates.
El padre de Coates tuvo siete niños con cuatro mujeres: cinco chicos y dos chicas. La primera mujer del padre de Coates tuvo tres niños, la madre de Coates tuvo dos chicos, y las otras dos mujeres tuvieron un niño cada una. Los niños fueron criados juntos en un entorno familiar cohesionado; la mayoría vivían con sus madres y por momentos vivían con su padre. Coates dijo haber vivido con su padre todo el tiempo. Coates señaló que en la familia el enfoque principal se daba a criar a los niños con valores basados en la familia, el respeto a los mayores y la contribución a la comunidad. Este enfoque no era raro en la comunidad donde él se crio. Coates creció en el barrio Mondawmin de Baltimore durante la epidemia de crack.
El interés de Coates por los libros nació en una edad temprana cuándo su madre, en respuesta a cualquier mal comportamiento, le requeriría escribir ensayos. El trabajo de su padre con la Prensa Clásica Negra también ejerció una influencia enorme: Coates ha reconocido haber leído muchos de los libros que su padre publicó.
Coates atendió a varias instituciones educativas en el área de Baltimore, incluyendo la secundaria William H. Lemmel y el Instituto Politécnico de Baltimore, antes de graduarse en la secundaria Woodlawn. El padre de Coates consiguió trabajo como bibliotecario en la Universidad Howard, lo que permitió que algunos de sus hijos estudien ahí con pensión rebajada.
Después de terminar el bachillerato, Coates atendió a la Universidad Howard. La dejó después de cinco años para empezar una carrera como periodista. Es el único hijo en su familia sin un título universitario. A mediados de 2014, Coates atendió un programa intensivo en francés en la Universidad de Middlebury para prepararse y aplicar a una beca de escritura en París.

## Carrera

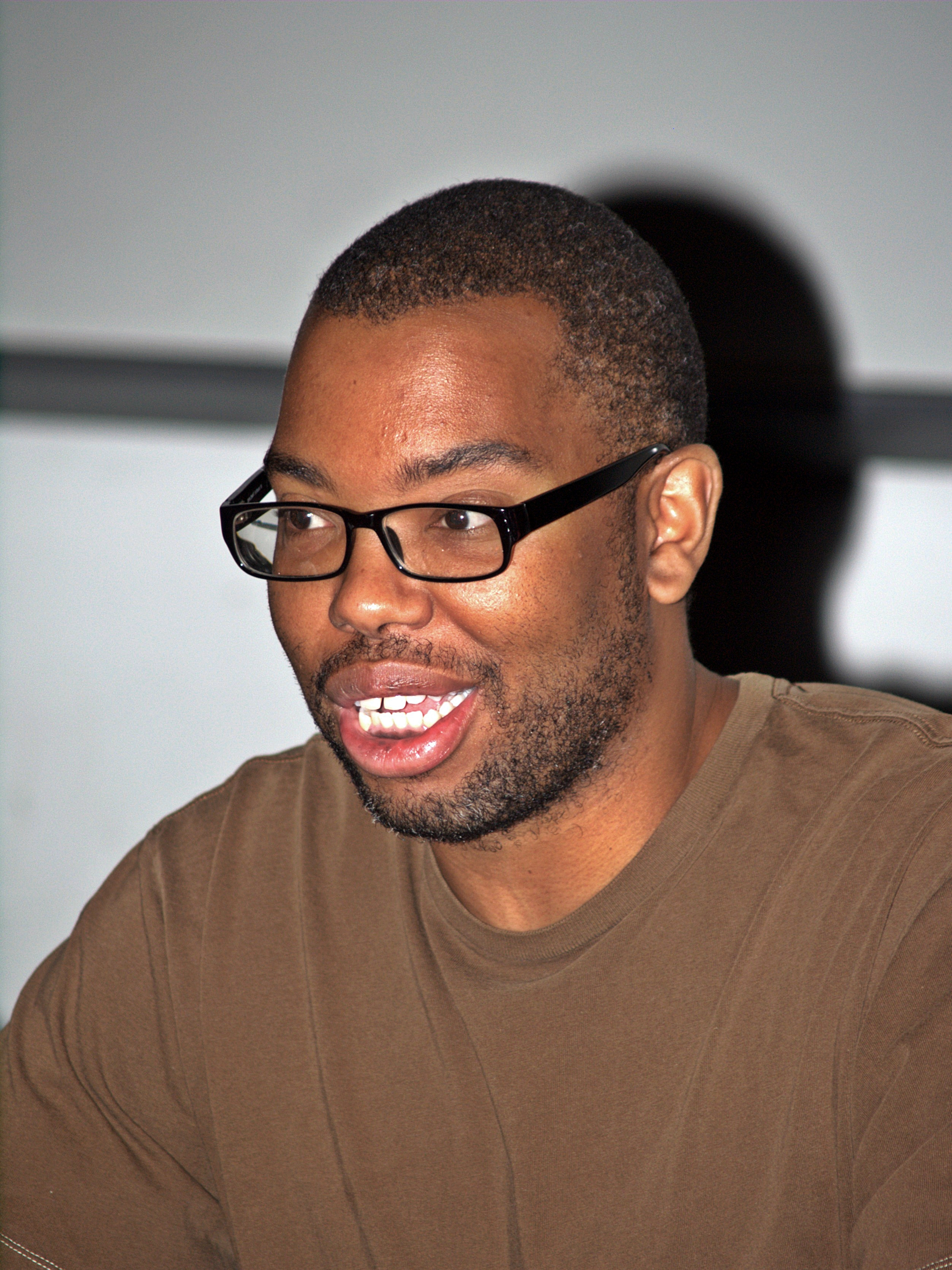
Coates en el Festival del Libro de Brooklyn 2010

### Periodismo
El primer trabajo de Coates como periodista fue como reportero en el Washington City Paper; su editor era David Carr.
De 2000 a 2007, Coates trabajó como periodista en varias publicaciones, incluyendo Philadelphia Weekly, The Village Voice y Time. Su primer artículo para The Atlantic, "Así es como perdimos contra el hombre blanco", acerca de Bill Cosby y el conservadurismo, propició una nueva fase de carrera, más exitosa y estable. El artículo condujo a un nombramiento como escritor regular para The Atlantic, un blog que era tan popular como influyente, y tuvo un alto nivel de compromiso comunitario.
Coates se convirtió en editor principal para The Atlantic, donde escribía artículos destacados al tiempo que mantuvo su blog. Los temas cubiertos por el blog incluyeron política, historia, raza, cultura así como deportes, y música. Sus escrituras acerca de la raza, tales como portada de septiembre de 2012 "Miedo a un presidente negro" y su característica portada de 2014 "El caso por las reparaciones", han sido especialmente alabados, y le han merecido estar listado entre los mejores blogs del 2011, en la revista de Time y el Premio para Periodismo & de Análisis de la Opinión Hillman 2012 de la Fundación Sidney Hillman. El blog de Coates también ha sido alabado por lo participativo de su sección de comentarios, el cual Coates cura y modera fuertemente para que "los idiotas sean invitados a irse y la gente madura a quedarse y participar."
Refiriéndose a su artículo "El Caso por las reparaciones", Coates dijo había trabajado en el artículo por casi dos años. Coates había leído el libro de Beryl Satter, profesor de la Universidad Rutgers, Propiedades Familiares: Carrera, Inmueble, y la Explotación del Estados Unidos Negro Urbano, una historia de prácticas discriminatorias que incluía una discusión del movimiento social Liga de Compradores del Contrato, del cual Clyde Ross era uno de los dirigentes. El artículo no se enfocó tanto en reparaciones por la esclavitud, sino que en cambio se enfocó en el racismo institucional de la discriminación que se da en la política de viviendas.
Coates ha trabajado como columnista invitado para The New York Times, habiendo rechazado una oferta de ellos para ser columnista regular. También ha escrito para, El Washington Post, The Monthly Washington, y la revista O.
Coates es corresponsal nacional en The Atlantic.
Coates fue muy activo en Twitter, donde cuenta con muchos seguidores y a menudo abordó acontecimientos de actualidad sobre la raza negra y Estados Unidos. Recientemente anunció que dejará de usar esa red social para enfocarse en una de sus próximas obras.

### Autor

#### The Beautiful Struggle
En 2008, Coates publicó The Beautiful Struggle, un memoir sobre su juventud en West Baltimore y el efecto que le produjo. En el libro, habla de la influencia de su padre, un ex Pantera Negra; lo prevalente que era la delincuencia en las calles y sus efectos en su hermano más viejo; sus perturbadoras experiencias asistiendo a las escuelas del área de Baltimore; y su eventual graduación e inscripción en la Universidad Howard.

#### Entre el mundo y yo
El segundo libro de Coates, Entre el mundo y yo, fue publicado en julio de 2015. Es una carta a su único hijo. Coates también dijo que uno de los orígenes del libro fue el asesinato de un amigo universitario, Prince Carmen Jones Jr., quién fue asesinado por la policía en un caso de identidad equivocada. En una continuación de la discusión que iniciara con su artículo El caso por las reparaciones, Coates citó la ley patrocinada por el congresista John Conyers "H.R.40 - Ley de comisión para estudiar propuestas de reparación para los afro-americanos", la cual ha sido introducida cada año desde 1989. Uno de los temas del libro era sobre la afectación física de las vidas de los afroamericanos, p. ej. sus cuerpos que son esclavizados, la violencia que provino de la esclavitud, y varias formas de racismo institucional. En una revisión para Slate, Jack Hamilton escribió que el libro "es una carta de amor escrita en una emergencia moral, una en la que Coates expone con precisión de autopsia y fuerza de exorcismo".

#### Pantera negra
Coates es el escritor de la serie de cómics sobre Pantera Negra para Marvel Cómics dibujados por Brian Stelfreeze. El primer número salió a la venta el 6 de abril de 2016 y vendió un estimado de 253,259 copias físicas, fue el cómic mejor vendido en ese mes.

### Enseñanza
Coates fue el profesor de escritura visitante MLK 2012–2014 en el Instituto de Massachusetts de Tecnología.
Se unión a la Universidad de la Ciudad de Nueva York como su periodista-en-residencia a fines de 2014.

### Proyectos futuros
Coates Actualmente está trabajando en varios proyectos. Estos incluyen America in the King Years qué es un proyecto televisivo con David Simon, Taylor Rama, y James McBride acerca de Martin Luther King Jr. Y el Movimiento por los derechos civiles en Estados Unidos, basado en uno de los volúmenes del libro homónimo escrito por Taylor Rama, específicamente. El proyecto será producido por Oprah Winfrey y saldrá al aire por HBO.
Coates también está trabajando otros proyectos literarios, los cuales incluyen una novela sobre un africano-americano de Chicago que se muda a París.

## Vida personal
Coates Dice que su primer nombre, Ta-Nehisi, es un nombre egipcio que su padre le dio y significa Nubia, que se traduce como "tierra de los negros". Nubia es una región adyacente al río Nilo localizada en los actuales Sudán del norte y Egipto del sur. Como niño, Coates disfrutó libros de cómic y Dragones & Mazmorras.
Coates vivió en París gracias a una residencia. En 2009 vive en Harlem con su mujer, Kenyatta Matthews, e hijo, Samori Maceo-Paul Coates. El nombre de su hijo se lo atribuyen a Samori Ture, un jefe mandinga que luchó contra el colonialismo francés; Maceo, en honor al Mayor General y segundo jefe del Ejército Libertador cubano que luchó contra el colonialismo Español Antonio Maceo Grajales, y al padre de Coates. Coates conoció su mujer cuándo ambos eran alumnos en la Universidad Howard. Es ateo y feminista.
Con su familia, Coates se mudó a Prospect-Lefferts Gardens, en Brooklyn, Nueva York, en 2001, donde adquirió una propiedad en 2016.
En 2016, fue nombrado miembro de Phi Beta Kappa en la Universidad Estatal de Oregón.

## Premios
- 2012: Hillman Premio para Opinión y Periodismo de Análisis
- 2013: Premio de Revista Nacional para Ensayos y Crítica para "Miedo de un Presidente Negro"[70]
- 2014: George Polk Premio para Comentario para "El Caso para Reparaciones"[71]
- 2015: Harriet Beecher Stowe Premio de Centro para Escribir para Adelantar Justicia Social para "El Caso para Reparaciones"[72]
- 2015: Biblioteca americana en París que Visita Camaradería
- 2015: Premio de Libro Nacional para Nonfiction para Entre el Mundial y Me
- 2015: Socio del John D. Y Catherine T. MacArthur Fundación[73]